# Schlösschen (Handschuhsheim)

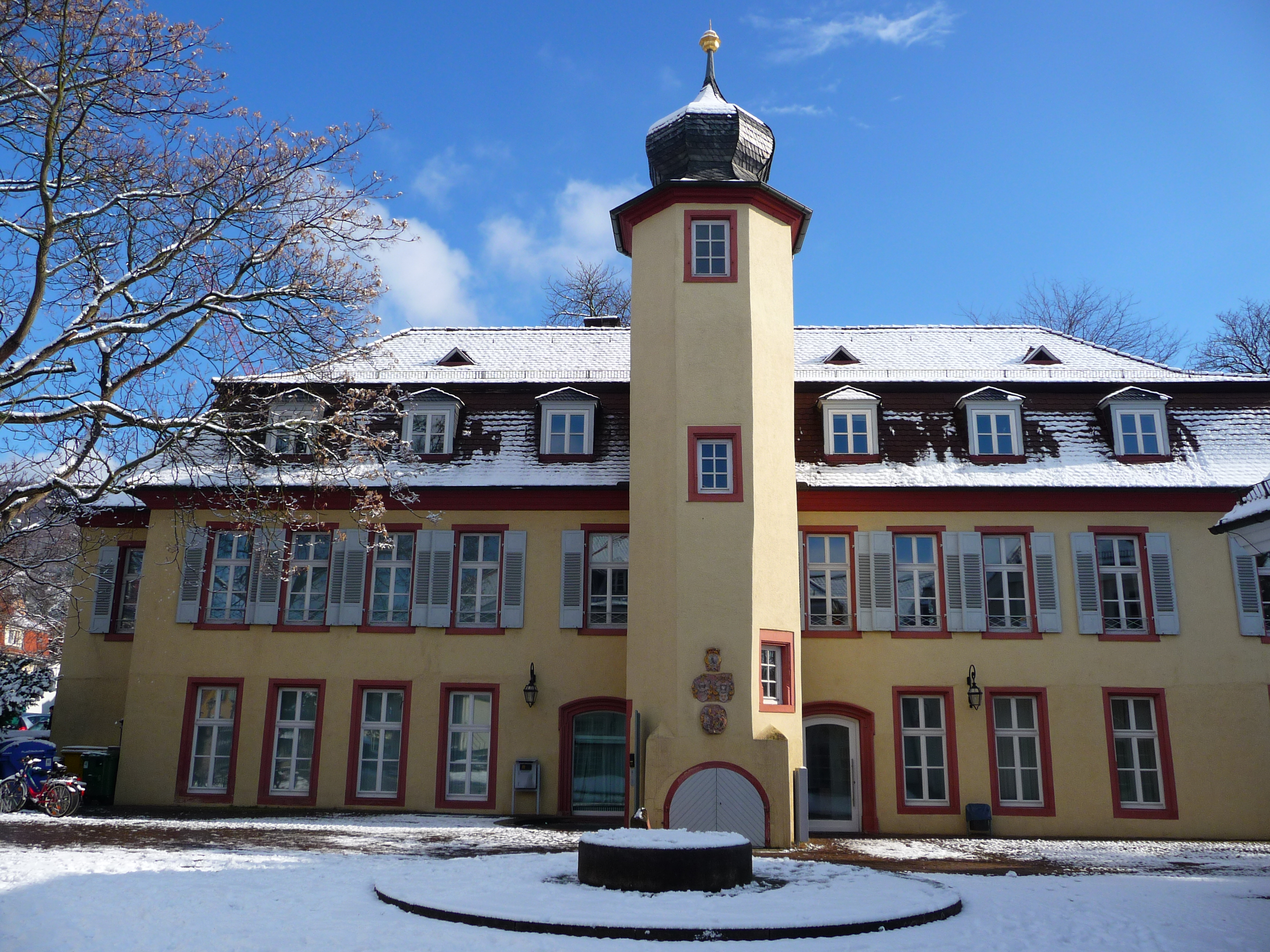
Das Schlösschen in Handschuhsheim

Das Schlösschen (auch Handschuhsheimer Schlösschen) geht auf einen kleineren spätmittelalterlichen Adelssitz in Handschuhsheim zurück. Das denkmalgeschützte Gebäude wurde vielfach umgebaut und hat eine wechselhafte Besitzgeschichte. Ältestes Bauteil ist der markante Treppenturm aus dem frühen 17. Jahrhundert. Das Gebäude ist seit dem Ersten Weltkrieg im Besitz der Stadt Heidelberg und dient heute kulturellen Zwecken. Der Neubau an der Stelle der einstigen Orangerie des Schlösschens wurde nach dem in Handschuhsheim geborenen Maler Carl Rottmann benannt, dessen Großvater einst im Besitz des Anwesens war.

## Lage

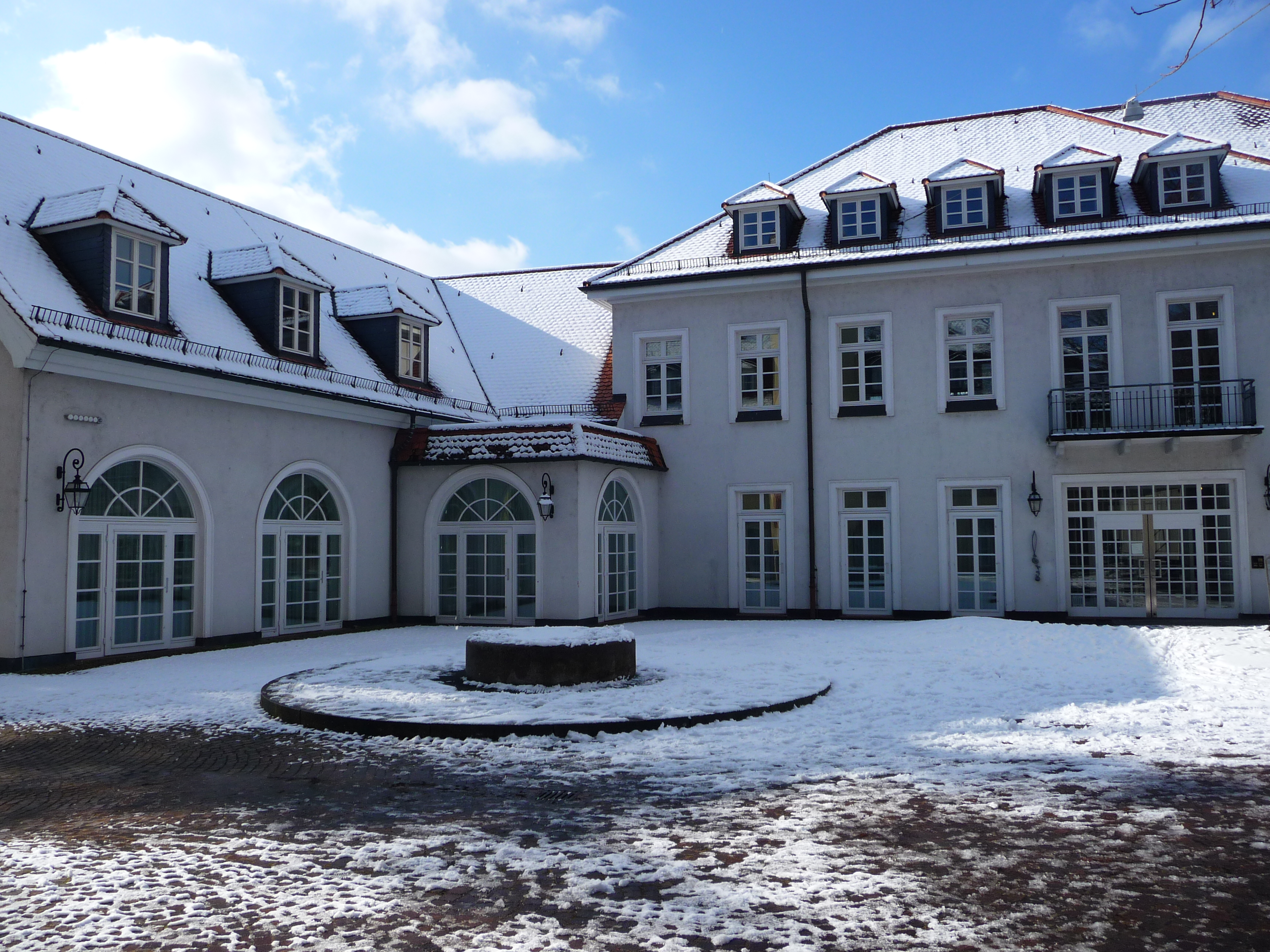
Der Neubau an der Stelle der Orangerie mit Carl-Rottmann-Saal

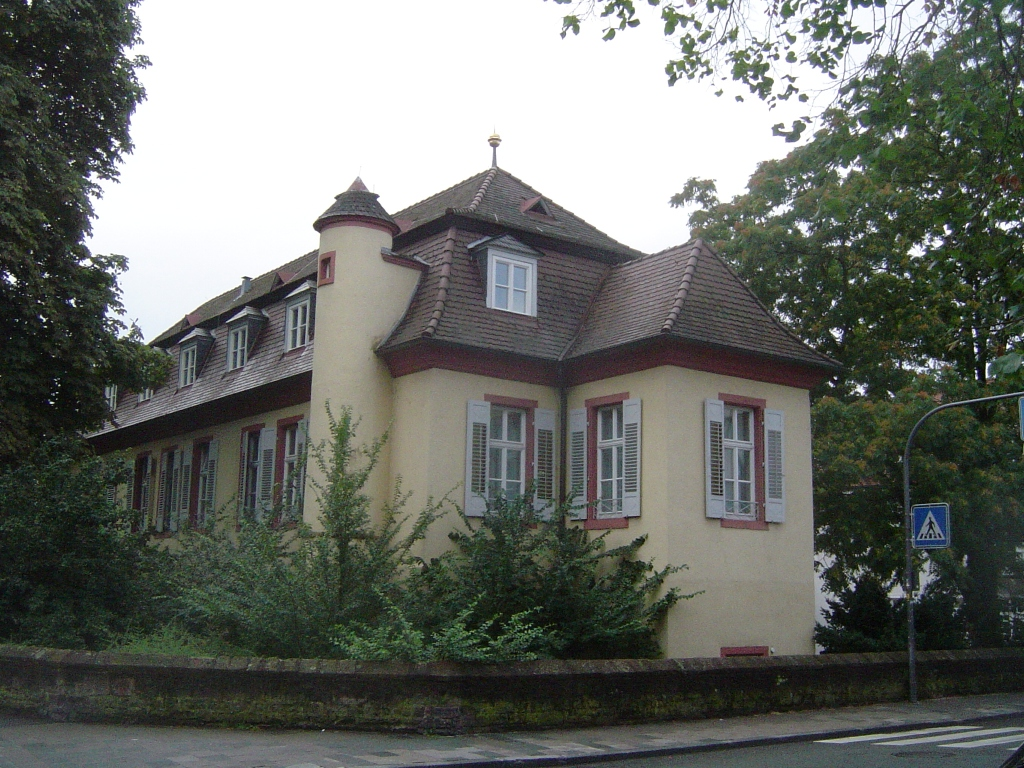
Nordostecke des Schlösschens mit kleinerem Treppenturm

Das Schlösschen liegt im Zentrum des bevölkerungsreichsten Heidelberger Stadtteils Handschuhsheim, südlich der Handschuhsheimer Tiefburg auf der anderen Seite der heutigen Dossenheimer Landstraße. Südlich an das Ensemble von Schlösschen und Nebengebäude schließt sich der Schlosspark an, der inzwischen als Grahampark nach dem ehemaligen Schlossbesitzer John Benjamin Graham benannt ist.

## Beschreibung
Das Schlösschen ist ein länglicher, zweigeschossiger Bau mit Mansarddach. Der markanteste Bauteil ist der Treppenturm von 1606, der mittig an die Westfassade angebaut ist. An der Nordostecke des Gebäudes ist ein weiterer kleinerer Treppenturm. Nach Norden, zur Dossenheimer Landstraße hin, ragt außerdem ein Standerker aus der Fassade hervor. Der Treppenturm ist ein typisches Stilmerkmal aus der Zeit der Renaissance, das restliche Gebäude, das in seiner heutigen Form um 1700 entstand, spricht mit dem Mansarddach und seiner Fensterlandschaft die Formensprache des Barock.
Westlich des Schlösschens gelegen ist der L-förmige Neubau mit Carl-Rottmann-Saal, der mit den großen Rundbogenfenstern des Querbaus Elemente der einstigen an dieser Stelle befindlichen Orangerie aufgreift und mit seinem zweigeschossigen Hauptgebäude Bezug auf die Gestalt des Schlösschens nimmt.
Der sich südlich der Gebäude erstreckende Grahampark wurde vom zwischen 1836 und seinem Tod 1856 im Schloss lebenden Geschäftsmann Carl Adolph Uhde mit einheimischen und exotischen Pflanzen angelegt. Von Uhdes Bepflanzung ist nur wenig erhalten, zumal der Park seitdem vielfach verändert wurde. Das heutige Aussehen des Parks mit über 1000 Pflanzenarten geht auf eine Neugestaltung durch das Landschaftsamt der Stadt Heidelberg 1987 zurück.

## Geschichte
Das Anwesen neben der Tiefburg wurde im 15. Jahrhundert als Knebelhof erstmals erwähnt. Die Familie Knebel zählte zum regionalen niederen Adel. Heinrich V. von Handschuhsheim (1405–1431) war mit Margarete Knebel verheiratet. Barbara von Handschuhsheim († 1588) heiratete Dam Knebel († 1579), der Besitzer des Hofes war. Von diesem kam der Hof an Philipp Knebel, der mit Elisabeth von Helmstatt verheiratet war. Deren Sohn Dam Philipp Knebel († 1613) ließ das Herrenhaus des Hofes 1609 erneuern. Von diesem Neubau blieb der Treppenturm bis in unsere Zeit erhalten. Von Dam Philipp Knebel kam der Hof an dessen Schwager Pleickard XIV. Landschad von Steinach und von diesem durch Erbgang an seine Schwester Agnes. Nach dem Aussterben der Landschad von Steinach im Mannesstamm kam der Hof an Pleikards XIV. Tochter Ursula Christina, die mit Philipp Ernst von Venningen verheiratet war. Die Herren von Venningen veräußerten den Besitz 1659 an Friedrich von Landas. 1674 wurde der Hof zerstört. 1677 kam das Gut an Landas' Schwiegersohn, einen Herrn von Lenthe, der das Herrenhaus wieder instand setzte. Im Pfälzischen Erbfolgekrieg wurde das Herrenhaus erneut zerstört, wobei abermals der Turm standhielt. Um 1700 wurde das Haus in seiner heutigen Gestalt wiederhergestellt. 1701 erwarb der Obrist Johann Friedrich Strup von Gelnhausen das Anwesen und ließ das Herrenhaus um eine Orangerie erweitern. Durch Erbgang kam das Anwesen an die Grafen von Waxenstein, die es 1725 an den Regierungsrat Josef Benedikt von Jungwirth verkauften. Dessen Nachkommen verkauften das Gut an den Administrationsrat Johann Ludwig Harscher, dieser verkaufte es an seinen Vetter Nikolaus Hummel. Von 1769 bis 1778 war Stephan Gugenmus (1740–1778) Pächter des Anwesens. Er reformierte die Landwirtschaft in Handschuhsheim durch Abschaffung der Dreifelderwirtschaft und machte Handschuhsheim zu einem bedeutenden Gemüsebaustandort. 1783 erwarb der Waisenhausschaffner Carl Franz Josef Rottmann das Anwesen. Sein Enkel Carl Rottmann (1797–1850) war ein bedeutender Maler. 1837 erwarb Carl Adolf Uhde (1792–1856) das Anwesen. Als Sammler von Antiquitäten und Naturalien nutzte er das Gebäude zur Unterbringung seiner Sammlungen und ließ auch den Park um das Schlösschen anlegen. 1861 erwarb der Minenbesitzer John Benjamin Graham (1813–1876) das Anwesen. Er vererbte es seinem sich meist in England aufhaltenden Sohn, dem Parlamentarier Harry Robert Graham († 1933). Die Stadt Heidelberg bemühte sich schon vor dem Ersten Weltkrieg um den Erwerb des Schlösschens, der Kriegsausbruch brachte die Verhandlungen jedoch zum Erliegen. Da die Beschlagnahme des in englischem Besitz befindlichen Anwesens drohte, erwarb der Graham'sche Verwalter Jakob Pollich das Anwesen während des Krieges. 1916 führte er erneute Kaufverhandlungen mit der Stadt Heidelberg, die schließlich drei Jahre später erfolgreich waren. Die Stadt nutzte das Gebäude von 1921 bis Ende 1956 als Jugendherberge. 1928 wurden einige Nebengebäude erneuert, anschließend wurde das Schlösschen auch zur Sonderschule umgenutzt. Seit einer umfassenden Sanierung 1974/75 dient das Schlösschen als Musikschule, 1984/85 wurde das Orangerie-Gebäude abgerissen und baulich um den modernen Bau des Carl-Rottmann-Saals erweitert.